# Chen Lijun
Chen Lijun (谌利军S, Chén LìjūnP; Yiyang, 8 febbraio 1993) è un sollevatore cinese.

## Palmarès
- Giochi olimpici

Tokyo 2020: oro nei 67 kg.
- Mondiali

Breslavia 2013: oro nei 62 kg.
Houston 2015: oro nei 62 kg.
Aşgabat 2018: oro nei 67 kg.
Pattaya 2019: oro nei 67 kg.
Bogotà 2022: argento nei 67 kg.
Riad 2023: oro nei 67 kg.
- Giochi asiatici

Incheon 2014: argento nei 62 kg.
Hangzhou 2022: oro nei 67 kg.
- Campionati asiatici

Ningbo 2019: oro nei 67 kg.
Tashkent 2020: oro nei 67 kg.
Jinju 2023: argento nei 61 kg.